# ام برکه
ام برکا (به عربی: ام برکه) یک منطقهٔ مسکونی در قطر است که در الخور (شهرداری) واقع شده‌است.
 ام برکا ۵۸٫۵ کیلومتر مربع مساحت دارد.